# Куза Вода (Ботошани)
Куза Вода (рум. Cuza Vodă) насеље је у Румунији у округу Ботошани у општини Виишоара. Oпштина се налази на надморској висини од 215 m.

## Становништво
Према подацима из 2002. године у насељу је живело 640 становника, од којих су сви румунске националности.